# VW Bora HyMotion
Der VW Bora HyMotion ist der Prototyp eines Wasserstoff-Brennstoffzellenfahrzeugs, welches im November 2000 vorgestellt wurde. Das Fahrzeug basiert auf dem 1998 vorgestellten Modell des VW Bora.
Der Prototyp wird mit Wasserstoff-Flüssiggas betankt. Eine 28-kW-PEMFC-Brennstoffzelle (38 PS) von Siemens erzeugt damit elektrische Energie, die einen 75-kW-Elektromotor (102 PS) für den Antrieb speist. Als Puffer fungiert ein Nickel-Metallhydrid-Akku. Das Fahrzeug hat mit 50 Litern Flüssiggas (bei −253 °C) einen verhältnismäßig großen Kraftstoffvorrat und besitzt eine Reichweite von angegebenen 350 km. Die Beschleunigung ist mit 12,6 sek angegeben und die Höchstgeschwindigkeit mit 140 km/h.
In den folgenden Jahren wurde die Flüssiggastechnik nicht mehr eingesetzt, der Nachfolger VW Touran HyMotion des Jahres 2004 arbeitet mit Wasserstoff-Druckgas.
Neben dem Bora HyMotion entstand in Kooperation mit der ETH Zürich und des Forschungsinstitutes PSI in der Schweiz noch der VW Bora Hy.Power, vorgestellt Januar 2002, der mit einer Hochleistungs-Kondensatoreinheit (Supercaps) als Puffer arbeitet.